# Macrocranion
Il macrocranio (gen. Macrocranion) è un mammifero insettivoro estinto, appartenente agli erinaceomorfi. Visse nell'Eocene inferiore - medio (circa 56 - 48 milioni di anni fa) e i suoi resti fossili sono stati ritrovati in Europa e in Nordamerica.
Fossili di notevole interesse e di buono stato di conservazione sono stati trovati in Germania nel pozzo di Messel, una miniera abbandonata poco lontana da Francoforte.

## Descrizione
Questo animale era di corporatura gracile e l'aspetto doveva ricordare vagamente quello di un riccio. Tuttavia, almeno alcune specie erano sprovviste di aculei, come ad esempio M. tupaiodon; questa specie era fornita di una pelliccia folta e poteva raggiungere una lunghezza di circa 15 centimetri, come un odierno scoiattolo. Altre specie più piccole, come M. tenerum (lungo solo 5 centimetri), erano invece fornite di aculei come i ricci attuali. Tutte le specie di Macrocranion, tuttavia, possedevano lunghe zampe (in particolare quelle posteriori) che indicano una predisposizione alla corsa. La tibia era saldata per metà della sua altezza al perone. Il cranio era di grosse dimensioni rispetto al resto del corpo, ma sembra che gli occhi fossero piuttosto piccoli.

## Classificazione
Il genere Macrocranion venne descritto per la prima volta nel 1949 da Weitzel, sulla base di resti fossili ritrovati in Germania, nel ben noto giacimento di Messel. La specie tipo, M. tupaiodon, è ben conosciuta grazie a numerosi esemplari completi. In seguito, al genere Macrocranion vennero attribuite numerose altre specie; le più antiche sono M. vandebroeki del Belgio, risalente al limite tra Paleocene ed Eocene, e M. junnei dell'Eocene inferiore del Wyoming. Tra le altre specie note, oltre alla già citata M. tenerum (anch'essa proveniente da Messel), si ricordano M. germonpreae, M. nitens e M. robinsoni.
Macrocranion fa parte di una famiglia di insettivori primitivi noti come anfilemuridi (Amphilemuridae), affini agli attuali ricci. Macrocranion, in particolare, sembrerebbe essere stato una forma più piccola e snella rispetto ad altre forme come Pholidocercus, anch'esso proveniente da Messel.

## Sistematica
Sono attualmente una decina le specie riconosciute appartenenti al genere Macrocranion:
- M. huerzeleri, Maitre, Escarguel & Sigé, 2006
- M. germonpreae, Smith, 1997
- M. junnei, Smith, Bloch, Strait & Gingerich, 2002
- M. nitens, Matthew, 1918
- M. robinsoni, Krishtalka & Setoguchi, 1977
- M. storchi, Maitre, Escarguel & Sigé, 2006
- M. sudrei, Maitre, Escarguel & Sigé, 2006
- M. tenerum, Tobien, 1962
- M. tupaiodon, Weitzel, 1949
- M. vandebroeki, Quinet, 1964

## Paleobiologia
Gli eccezionali fossili di Messel conservano non solo gli scheletri di Macrocranion, ma anche le parti molli e il contenuto dello stomaco. Esemplari di M. tupaiodon indicano che questo animale aveva mangiato pesce poco prima della sua morte. Altri fossili di M. tenerum, invece, suggeriscono che si cibasse di formiche e che fosse quindi insettivoro. Quest'ultima specie poteva affidarsi alla difesa data dagli aculei, ma le lunghe zampe indicano che poteva correre molto velocemente per sottrarsi ai predatori. Anche le altre specie di Macrocranion erano dotate di lunghe zampe posteriori, che fanno pensare a un sistema di difesa basato sulla corsa e sul salto. È probabile che Macrocranion fosse un animale notturno, che scavava di notte nel terreno alla ricerca di cibo. Udito, tatto e olfatto dovevano essere ben sviluppati, mentre la vista era ridotta.

## Galleria d'immagini

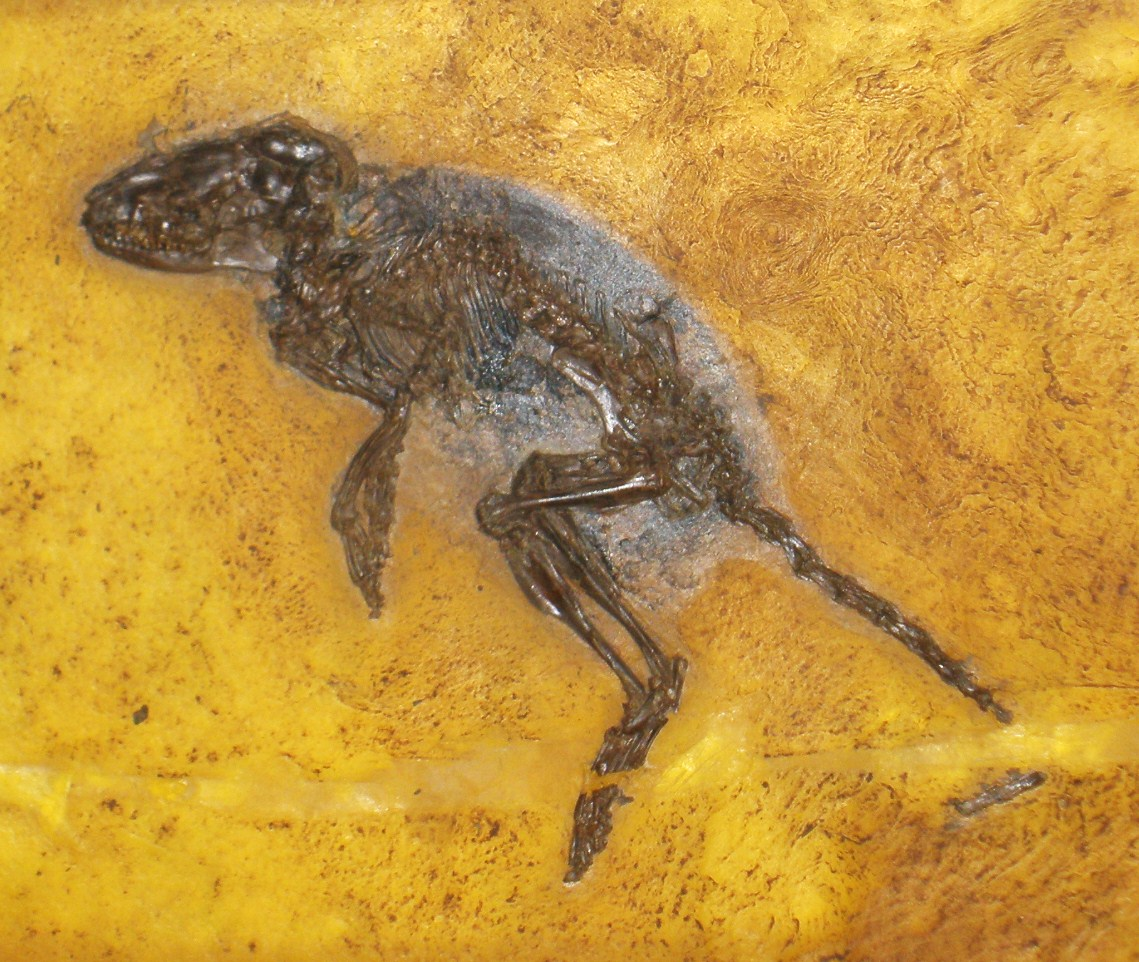
Fossile di M. tupaiodon
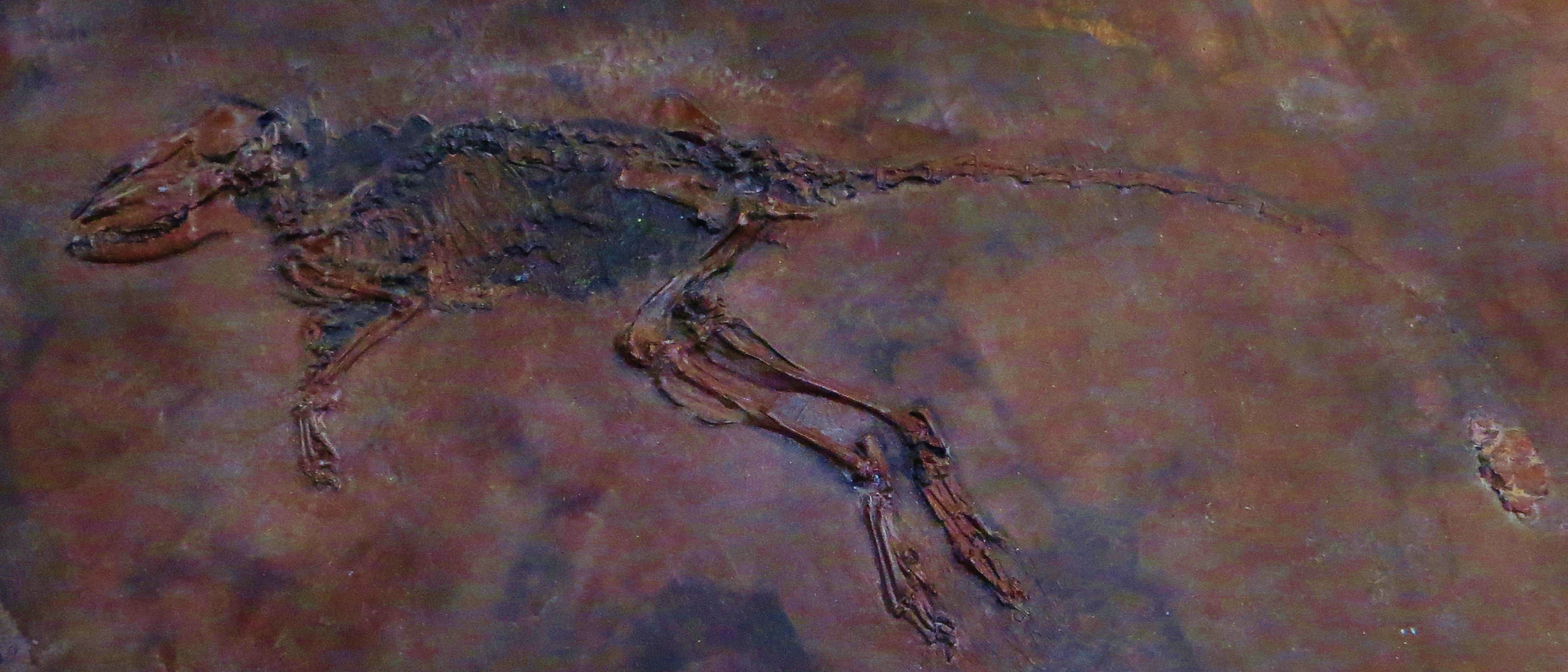
Fossile di Macrocranion tupaiodon.
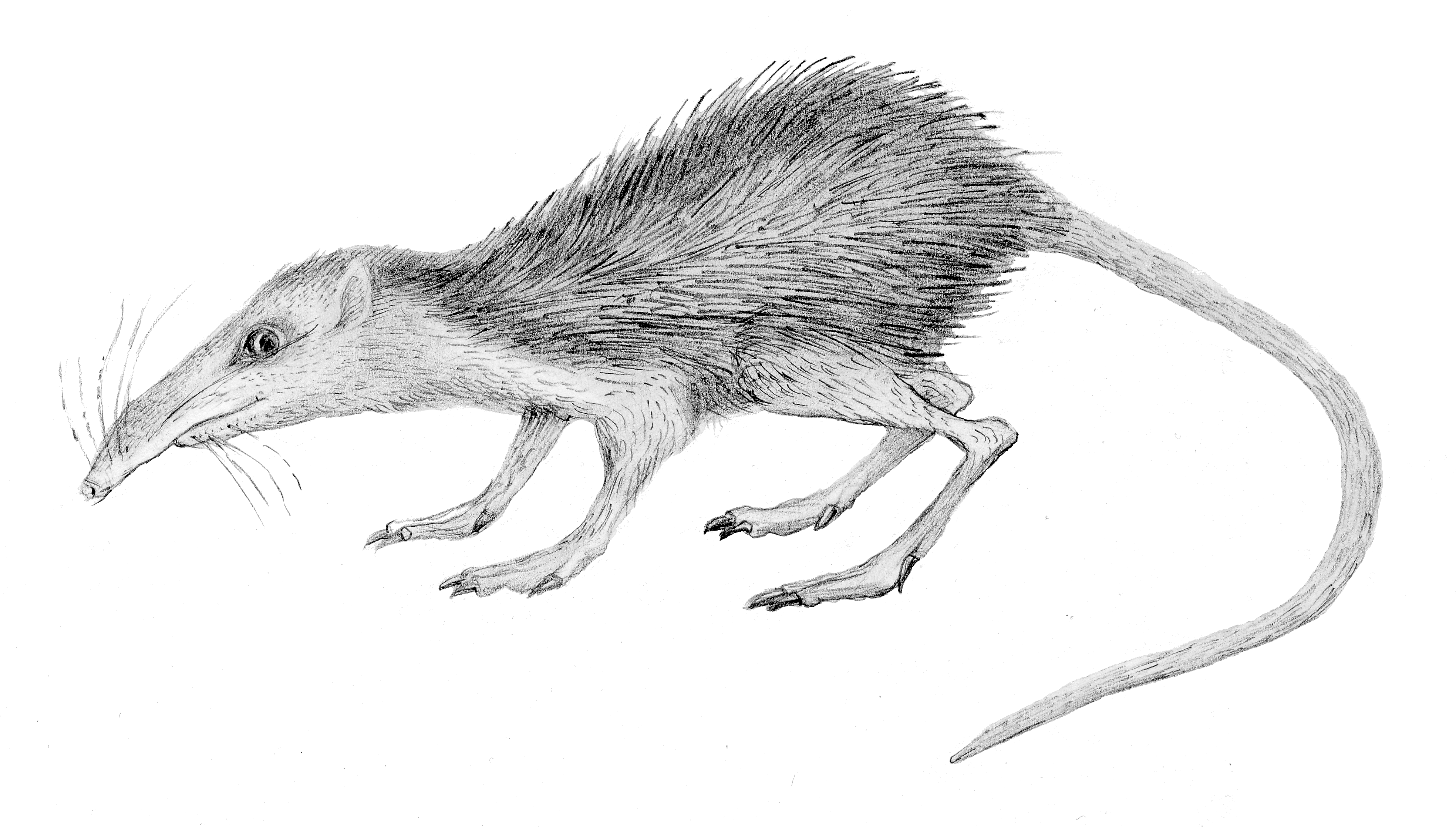
Raffigurazione artistica di M. tenerum.
Parte di mandibola di Macrocranion (Entomolestes) nitens.